# Liste des Justes d'Eure-et-Loir
Cette liste recense les Justes parmi les nations du département français d'Eure-et-Loir.
En février 2018, 28 Justes sont honorés dans 13 villages euréliens

## Liste des Justes d'Eure-et-Loir

### Abondant
- Aimé Breton (1885-1969), instituteur, secrétaire de mairie, résistant[1]
- Marguerite Moreau, née Gasselin (1882-1955), agricultrice[2]
- Albert Moreau (1878-1963), agriculteur[2]

### Beaumont-les-Autels
- Germaine Philippe, née Pohu (1897-1991), employée de ferme[3]
- Adrien Philippe (1892-1970), garde chasse, charretier de labour[3]

### Beauvilliers
- Louise Arsène, née Blin (1888-1959), employée de maison[4]
- Denis Arsène (1880-1963), ouvrier agricole[4]

### Blandainville
- Marthe Coche, née Carré (1897-1972), directrice adjointe du préventorium de Beaurouvre[5]
- Paul Coche (1892-1953), directeur propriétaire du préventorium[5]

### Brou
- Juliette Mathurin , nourrice[6]
- Georges Mathurin, maçon[6]

### Châtillon-en-Dunois
- Aimée Coursimault, née Barillet en 1911, cultivatrice[7]
- Alexandre Coursimault (1905-1979), cultivateur[7]

### Courtalain
- Marcelle Bagault, née Baillon (1901-1987)[8]
- Henri Bagault (1891-1971), marbrier sculpteur[8]

### Crucey
- Lucie Laigneau, née Louvet (1901-1995), fermière[9]
- Fernand Laigneau (1901-1989), fermier[9]

### Lormaye
- Lucienne Jouvelin, née Metton (1894-1955), cultivatrice[10]
- Albert Jouvelin (1892-1987), cultivateur fermier[10]

### Montigny-le-Chartif
- Gilberte Lallée, née Masnier (1903-1987), cultivatrice[11]

### Montigny-le-Gannelon
- Clémence Baccary, née Durand (1893-1976)[12]
- André Baccary (1889-1974), instituteur[12]
- Yvonne Guillaume, née Baccary (1922-2016), monitrice dans la colonie de ses parents[12]

### Rueil-la-Gadelière
- Léontine Baillon, née Moutes (1884-1962)[13]
- Paul Baillon (1900-1974), agriculteur[13]
- Blanche Coudray, née Baillon (1881-1995), nourrice[14]

### Saint-Laurent-la-Gâtine
- Thérèse Breton, née Mousseigne en 1910, institutrice[15]
- Roger Breton (1911-1975), instituteur, secrétaire de mairie, résistant[15]